# 극장판 토미카 하이퍼레스큐 드라이브헤드
《극장판 토미카 하이퍼레스큐 드라이브헤드》(일본어: 映画 ドライブヘッド〜トミカハイパーレスキュー 機動救急警察〜)는 일본에서 감독된 카토 타카오 감독의 2018년 애니메이션 영화이다.

## 시놉시스
지구를 위협하는 절대 악의 등장과 시작된
드라이브 헤드의 사상 최대 위기!
인류의 안전을 책임지는 도시의 수호자
변신 로봇 히어로 ‘드라이브 헤드’와 드라이버 크루들!
그러던 어느 날, 드라이브 헤드들이 습격을 받으며
지구에 위험한 기운이 감지된다.
제거된 줄 알았던 사악한 인공지능을 이어받은
수수께끼 소년 ‘테라’에 의해 파괴되고 있었던 것!
유례없는 위협에 맞닥뜨리게 된 이들은
다시 한번 힘을 모아 구하려 하는데..
사건 발생, Go! Rescue!